# Le Retour de Christophe Colon
Le Retour de Christophe Colon est un film français réalisé par Jean-Pierre Saire, sorti en 1983.

## Fiche technique
- Titre : Le Retour de Christophe Colon
- Réalisation : Jean-Pierre Saire
- Scénario et dialogues : Jean-Pierre Saire, John Dobrynine et Jean-Jacques Moreau
- Photographe : Marcel Combes, Laurent Daillant
- Son : Alain David, Daniel Héron, Philippe Combes
- Musique : John Dobrynine
- Production : 	Salud Productions
- Durée : 95 minutes
- Date de sortie :
  -  France : 25 mai 1983

## Distribution
- Claire Wauthion : Laurence Delisle
- John Dobrynine : William Lee Monroe
- Jean-Jacques Moreau : Jean-Louis Delisle
- Hélène Surgère : Mélina Grisval
- Michel Pilorgé : Marc Bijart